# 西班牙青檸
西班牙青檸（學名：Melicoccus bijugatus，又名： Spanish lime、genip、guinep、genipe、ginepa、 kenèp、quenepa、quenepe、chenet、canepa、mamón、limoncillo、skinip、kinnip、huaya、ackee或mamoncillo），又叫蜜果，是一種無患子科蜜果屬植物，吃起來有如真正的青檸一樣。主要产自于北美洲、南美洲和部分加勒比海国家。